# Socjologia prawa
Socjologia prawa – nauka społeczna sytuująca się między socjologią a naukami prawnymi. Zajmuje się genezą, funkcjami, i społecznym działaniem zjawisk prawnych. Naukami pokrewnymi są kryminologia, socjotechnika i antropologia prawa. Niekiedy odróżnia się od niej socjologiczną jurysprudencję, czyli naukę prawną sięgającą pomocniczo po wiedzę socjologiczną.

## Historia dyscypliny
Nazwy "socjologia prawa" po raz pierwszy użył Dionisio Anzilotti w 1892 r. Dyscyplina ta jednak zaczęła się wyodrębniać z głównego nurtu socjologii dopiero na początku XX wieku. Jej powstanie wiązać można z takimi nazwiskami jak Max Weber, Émile Durkheim, Eugen Ehrlich czy Leon Petrażycki. Przyczyniły się do tego także rozwój antropologii (np. prace Bronisława Malinowskiego) oraz amerykański realizm prawniczy.
Po II wojnie światowej powstaje wiele empirycznych studiów z socjologii prawa. Staje się też ona istotną częścią wielkich teorii socjologicznych, przede wszystkim Talcotta Parsonsa i Niklasa Luhmanna.
Pod koniec XX wieku dziedzina socjologii prawa ulega rozszerzeniu dzięki kontaktom z teorią i filozofią społeczną. Szczególnie ważne są tu prace Jürgena Habermasa czy Michela Foucault, oraz szeroko pojęta teoria krytyczna, feminizm i instytucjonalizm.
We wrześniu 1962, z inicjatywy Adama Podgóreckiego i Williama M. Evana na V Kongresie Socjologicznym w Waszyngtonie we wrześniu 1962 r., zostaje przeprowadzona sesja "Zakres i metody socjologii prawa". Moment ten jest uznawany za symboliczny moment wyodrębniania się socjologii prawa jako niezależnej nauki. Powstaje wtedy również Komitet Badawczy ds Socjologii Prawa (RCSL) w Mediolanie.
W 1989 r. w Oñati w Hiszpanii powstaje Międzynarodowy Instytut Socjologii Prawa (International Institute for the Sociology of Law). Oprócz badań i działalności wydawniczej, prowadzi on również studia magisterskie (uzupełniające) z zakresu socjologii prawa.

## Socjologia prawa w Polsce
Dzięki pracom Leona Petrażyckiego polska socjologia prawa od razu znalazła się w światowej czołówce tej dyscypliny. Już w okresie międzywojennym znalazły one szeroki oddźwięk wśród polskich badaczy, choć jest sprawą dyskusyjną, czy można tu mówić o istnieniu szkoły Petrażyckiego.
W okresie powojennym następuje zastój w rozwoju polskiej socjologii, który można wiązać z polityką akademicką władz komunistycznych. Idee Petrażyckiego są rozwijane i przekazywane przez jego ucznia Jerzego Landego, by w latach sześćdziesiątych dać początek nowemu pokoleniu socjologów. Odrodzenie dyscypliny zapoczątkowują Socjologia prawa Adama Podgóreckiego. oraz Współczesna teoria i socjologia prawa w Stanach Zjednoczonych Kazimierza Opałka i Jerzego Wróblewskiego. Zaczynają pojawiać się liczne prace z zakresu socjologii empirycznej, jak również opracowania teoretyczne.
W 1963 r. powstaje Sekcja Socjologii Prawa Polskiego Towarzystwa Socjologicznego. W 1965 r. Adam Podgórecki tworzy Zakład Socjologii Prawa Uniwersytetu Warszawskiego. Zakłady i katedry związane z tą dyscypliną powstają również na innych uniwersytetach - Uniwersytecie Jagiellońskim (1969), Uniwersytecie Marii Curie-Skłodowskiej w Lublinie (1980), Katolickim Uniwersytecie Lubelskim, oraz Uniwersytecie Rzeszowskim. Na polskich uniwersytetach socjologia prawa związana jest silniej z naukami prawnymi, niż społecznymi.
Ważnymi przedstawicielami tej dyscypliny okresu PRL są Maria Borucka-Arctowa, Jacek Kurczewski, Andrzej Kojder oraz Jan Górecki. Socjologia zostaje włączona również w obszar zainteresowania teoretyków prawa, takich jak Zygmunt Ziembiński.
W okresie po 1989 następuje dalszy rozwój dyscypliny. Powstają też podręczniki tego przedmiotu.

## Problematyka socjologii prawa

### Istota prawa
Problem "czym jest prawo" nie stanowi głównego przedmiotu dociekań socjologów prawa. Jest to jednak problem istotny, leżący u podstaw wielu teorii i badań empirycznych.
Socjologia prawa od początku swego istnienia sprzeciwiała się formalizmowi prawniczemu, cechującemu np. pozytywizm prawniczy. Zgodnie z nim prawo jest systemem językowych norm pochodzących od państwa i zawartych w publikowanych aktach prawnych. Razem z realistami prawnymi, socjolodzy prawa starali się badać raczej "prawo w działaniu" ("law in action"), aniżeli "prawo w książkach" ("law in books"). Prawo sprowadzać się ma do różnego rodzaju zachowań (np. decyzji sędziowskich), czy w niektórych przypadkach stanów psychicznych (Petrażycki). Socjolodzy prawa są zgodni, że prawo tworzone przez państwo i zawarte w oficjalnych aktach (takich jak ustawy), nie jest jedynym prawem.
Prawo traktowane jest jako integralna część społeczeństwa i nie można go badać w oderwaniu od społecznego kontekstu. Normy prawne są tylko jednym z rodzajów norm społecznych. Takie ujęcie sprawia, że dość trudno jest odróżnić prawo od innych systemów normatywnych (np. obyczaju).
Z tych powodów definicje prawa na gruncie socjologii prawa są dość ogólne i stosuje się je jedynie pomocniczo. Adam Podgórecki definiuje prawo jako "sformalizowane wzajemne obowiązki i uprawnienia, które stosownie do istniejącego, nagromadzonego doświadczenia społecznego podtrzymują dany system społeczny", przy czym "formalizacja" jest to „takie oznaczenie zachowania, które zostaje ujęte w wyraźnie społecznie rozpoznawalny wzór, zazwyczaj zawarty w przepisach.”.
Socjolodzy prawa inspirujący się pracami antropologów ujmują prawo w jeszcze bardziej ogólny sposób, np. Brian Tamanaha wskazuje, że: "Prawem jest to, co w danej społeczności uznawane jest za prawo."

### Społeczne korzenie prawa
Refleksja nad społecznymi korzeniami prawa jest starsza niż socjologia prawa. Bardzo istotne były tu prace Monteskiusza, Hegla, historycznej szkoły prawa (np. Savignego), Karola Marksa, czy antropologów społecznych. W tych ujęciach prawo jest integralną częścią kultury danego społeczeństwa i rozwija się wraz z nią, a ustawodawca nie kształtuje go wedle swej własnej woli (jak jest to u pozytywistów prawnych).
Rozwiniętą koncepcje społecznych korzeni prawa znajdujemy u Maxa Webera, który pokazuje w jaki sposób rozwój zachodnich społeczeństw powiązany był z rosnącą racjonalizacją prawa. Własne koncepcje rozwoju prawa tworzą również Parsons i Luhmann.
Dla wielu socjologów prawo jest fenomenem powstającym spontanicznie we wszystkich ludzkich społecznościach. Dla Leona Petrażyckiego prawo pojawia się tam, gdzie istnieją dwustronne zobowiązująco-uprawniające przeżycia prawne. Zgodnie z tym w społeczeństwie może istnieć wiele różnych systemów prawnych, obok systemu prawa oficjalnego. Pojawia się więc problem realnego znaczenia tych systemów prawnych i ich wzajemnych relacji między sobą. Kwestia ta, znana jako problem pluralizmu prawa jest jedną z najgoręcej dyskutowanych we współczesnej socjologii prawa.

### Społeczne działanie prawa
Prace dotyczące społecznego działania prawa podejmują zwykle problem faktycznego wpływu prawa na zachowania jednostek. Obok licznych studiów nad działaniem konkretnych aktów prawnych, podejmowane są też pewne specyficzne problemy, takie jak problem polityki prawa, świadomości prawnej czy kultury prawnej.
Socjologia prawa według niektórych autorów (np. Adama Podgóreckiego) miała stanowić podstawę dla projektowania zmian społecznych. Miała wykrywać zależności występujące w społeczeństwie i przewidywać skutki jakie wywoła dany akt prawny. Dzięki temu ustawodawca tworzyłby lepsze prawo, które osiągałoby zamierzone cele, nie wywołując niezamierzonych skutków ubocznych. Tak rozumiana socjologia prawa miała być wstępem do polityki prawa. Obecnie takie poglądy na socjologię prawa są coraz rzadsze.
Świadomość prawna jest jednym z głównych tematów polskiej socjologii prawa, rozwijanym intensywnie przez zespół związany z Marią Borucką-Arctową. W ramach tej tematyki badano wiedzę jednostek na temat prawa, różne wzory postaw wobec prawa ich wpływ na zachowania związane z prawem. Poza Polską, badania świadomości prawnej wiązały się z badaniami KOL (Knowledge and Opinions about Law), których celem było zbadanie publicznej wiedzy o prawie. Studia KOL miały przyczynić się do lepszego rozumienia społecznej percepcji prawa, poznania uwarunkowań jego skuteczności. Badano społeczną znajomość prawa, postawy wobec niego, oceny funkcjonowania i oczekiwania, a także uwarunkowania przestrzegania prawa.
Badanie kultury prawnej polega zwykle na badaniu różnić w działaniu prawa między różnymi społecznościami, szczególnie jeśli idzie o postawy wobec prawa, czy sposoby wykorzystywania prawa w życiu społecznym. Pokrewnym tematem jest też kwestia socjalizacji prawnej, czyli sposobów w jaki jednostki wdrażane są do danej kultury prawnej.

### Funkcje prawa
Działanie prawa odnosi się do perspektywy aktorów społecznych (ustawodawcy czy członków społeczeństwa). Gdy natomiast mowa jest o funkcjach prawa, spogląda się na prawo jako na integralną cześć systemu społecznego i bada się jego wpływ na społeczeństwo jako pewną całość.
Zgodnie z tym problematyka funkcji prawa podejmowana jest przede wszystkim w opracowaniach teoretycznych. Najczęściej prace te opierają się na jednej z odmian funkcjonalizmu, jednak nie jest to regułą. Opis funkcji prawa zależy od konkretnej koncepcji teoretycznej. Najczęściej wspomina się o takich funkcjach prawa jak funkcja stabilizująca, dynamizująca, organizująca czy integrująca.
Prace empiryczne socjologów prawa na temat społecznych funkcji prawa, polegają zwykle na badaniu społecznych poglądów na ten temat. Interesującego materiału dostarczają tu też badania antropologów (np. Zwyczaj i zbrodnia w społeczności dzikich Bronisława Malinowskiego).

### Socjologia zawodów prawniczych
Kolejnym istotnym obszarem zainteresowań socjologii prawa jest funkcjonowanie zawodów prawniczych, takich jak sędziowie, prokuratorzy czy adwokaci. Problem podstaw decyzji sędziowskich jest szczególnie wyraźny w krajach kultury common law, a tradycja badań na ten temat sięga realizmu prawnego z początku wieku. Również jednak i w innych krajach bada się podejmowanie decyzji przez sędziów czy specyfikę zawodów prawniczych i ich wpływ na obrót prawny. Istotnym czynnikiem są tutaj organizacja systemu sądownictwa oraz specyficzne dla każdego kraju procedury i instytucje.
W Polsce badania tego typu mają jeszcze przedwojenną tradycję. Do najważniejszych należą tutaj badania dotyczące sędziowskiego wymiaru kary, ławników czy funkcjonowania sądów robotniczych.

### Prawo i nierówności
Szczegółowy opis stratyfikacyjnej funkcji prawa można znaleźć już u Karola Marksa. Do tradycji marksistowskiej sięgają też współczesne nurty teoretyczne badające wpływ prawa na tworzenie i utrzymywanie nierówności społecznych. Jest to główny przedmiot feministycznej socjologii prawa i ruchu krytycznych badań nad prawem.
W Polsce pionierką jest Hanna Dębska. Prowadzi badania empiryczne z perspektywy teorii socjologicznej Pierre'a Bourdieu polskiego pola prawnego, analizując jego historię i strukturę, zwłaszcza zaś legitymizację i społeczną konstrukcję Trybunału Konstytucyjnego i jego związki z polem politycznym i religijnym, a także akademickie pole prawne i jego relacje z rynkiem usług prawniczych.